# Europameisterschaften der Rhythmischen Sportgymnastik 2012
| 28. Europameisterschaften der Rhythmischen Sportgymnastik | 28. Europameisterschaften der Rhythmischen Sportgymnastik |
| --------------------------------------------------------- | --------------------------------------------------------- |
| Logo                                                      |                                                           |
| Veranstaltungsort                                         | Nischni Nowgorod (Russland)                               |
| Teilnehmende Länder                                       | 34                                                        |
| Teilnehmende Athleten                                     | 213                                                       |
| Wettbewerbe                                               | 9                                                         |
| Eröffnung                                                 | 1. Juni 2012                                              |
| Abschluss                                                 | 3. Juni 2012                                              |
| Chronik                                                   |                                                           |
| ← EM 2011                                                 | EM 2013 →                                                 |

Die 28. Europameisterschaften der Rhythmischen Sportgymnastik (offiziell 28th European Rhythmic Gymnastics Championships) fanden vom 1. bis 3. Juni 2012 in Nischni Nowgorod statt. Nach 2005 und 2006 fanden die Europameisterschaften der Rhythmischen Sportgymnastik zum dritten Mal in Russland statt.

## Programm und Zeitplan
| Datum        | Uhrzeit                 | Seniorinnen Gruppen                                       | Juniorinnen                                         |
| ------------ | ----------------------- | --------------------------------------------------------- | --------------------------------------------------- |
| Fr., 1. Juni | 10:00 – 11:50           |                                                           | Wettbewerb Gruppe B (Reifen + Ball)                 |
| Fr., 1. Juni | 11:50 – 12:00           | Pause                                                     | Pause                                               |
| Fr., 1. Juni | 12:00 – 13:50           |                                                           | Wettbewerb Gruppe A (Reifen + Ball)                 |
| Fr., 1. Juni | 16:00                   | Eröffnungszeremonie                                       | Eröffnungszeremonie                                 |
| Fr., 1. Juni | 17:00 – 19:40           | Wettbewerb (abwechselnd 5 Reifen / 3 Band + 2 Ball)       |                                                     |
| Fr., 1. Juni | 19:50                   | Preisverleihung (All-Around – 5 Reifen / 3 Band + 2 Ball) |                                                     |
| Sa., 2. Juni | 11:00 – 12:40           |                                                           | Wettbewerb Gruppe A (Keulen + Band)                 |
| Sa., 2. Juni | 12:40 – 12:55           | Pause                                                     | Pause                                               |
| Sa., 2. Juni | 12:55 – 14:35           |                                                           | Wettbewerb Gruppe B (Keulen + Band)                 |
| Sa., 2. Juni | 14:45                   |                                                           | Preisverleihung (Mannschaftsmehrkampf)              |
| Sa., 2. Juni | 16:00 – 18:00           | Wettbewerb Einzel B (Reifen + Ball + Keulen + Band)       |                                                     |
| Sa., 2. Juni | 18:00 – 18:20           | Pause                                                     | Pause                                               |
| Sa., 2. Juni | 18:20 – 20:20           | Wettbewerb Einzel A (Reifen + Ball + Keulen + Band)       |                                                     |
| Sa., 2. Juni | 20:30                   | Preisverleihung (Einzelmehrkampf)                         |                                                     |
| So., 3. Juni | 14:00 – 15:40           |                                                           | Wettbewerb Finale (Reifen + Ball + Keulen + Band)   |
| So., 3. Juni | 15:40 – 16:00           | Pause                                                     | Pause                                               |
| So., 3. Juni | 16:00 – 17:30           | Wettbewerb Finale (5 Reifen / 3 Band + 2 Ball)            |                                                     |
| So., 3. Juni | 17:45                   | Preisverleihung Finale (Reifen + Ball + Keulen + Band)    | Preisverleihung Finale (5 Reifen / 3 Band + 2 Ball) |
| So., 3. Juni | Abschlussfeier mit Gala |                                                           |                                                     |

## Teilnehmerinnen
| 213 Sportlerinnen aus 34 Länder | 213 Sportlerinnen aus 34 Länder                                                                                                | 213 Sportlerinnen aus 34 Länder                                                                        |
| --- | --- | --- |
| - Armenien - Aserbaidschan - Bulgarien - Deutschland - Estland - Finnland - Frankreich - Georgien - Griechenland - Vereinigtes Königreich - Italien - Israel | - Kroatien - Lettland - Litauen - Moldau - Norwegen - Österreich - Polen - Portugal - Rumänien - Russland - Schweden - Schweiz | - Serbien - Slowenien - Slowakei - Spanien - Tschechien - Türkei - Ukraine - Ungarn - Belarus - Zypern |

## Medaillenspiegel

### Nationen
| Platz | Land          | Seniorinnen | Seniorinnen | Seniorinnen | Juniorinnen | Juniorinnen | Juniorinnen | Gesamt- wertung |
| ----- | ------------- | ----------- | ----------- | ----------- | ----------- | ----------- | ----------- | --------------- |
|       |               | Gold        | Silber      | Bronze      | Gold        | Silber      | Bronze      | Gesamt          |
| 1     | Russland      | 3           | 1           | 0           | 5           | 0           | 0           | 9               |
| 2     | Bulgarien     | 0           | 1           | 1           | 0           | 5           | 0           | 7               |
| 3     | Aserbaidschan | 0           | 0           | 1           | 0           | 0           | 2           | 3               |
| 4     | Georgien      | 0           | 0           | 0           | 0           | 0           | 2           | 2               |
| 5     | Italien       | 0           | 0           | 2           | 0           | 0           | 0           | 2               |
| 6     | Ukraine       | 0           | 0           | 1           | 0           | 0           | 1           | 2               |

## Ergebnisse Seniorinnen

### Einzelmehrkampf
Aufgrund der angestandenen Olympischen Spiele wurde nur der Mehrkampf ohne Qualifikation aus einem Starterfeld von 19 Gymnastinnen ausgetragen.
| Rang | Athletin               | Reifen | Ball   | Keulen | Band   | Gesamt  |
| ---- | ---------------------- | ------ | ------ | ------ | ------ | ------- |
| 1    | Jewgenija Kanajewa     | 29.500 | 29.700 | 29.400 | 29.550 | 118.150 |
| 2    | Alexandra Merkulowa    | 29.050 | 28.850 | 29.200 | 29.325 | 116.425 |
| 3    | Aliyə Qarayeva         | 28.850 | 28.950 | 28.400 | 28.650 | 114.850 |
| 4    | Ljubou Tscharkaschyna  | 28.500 | 27.250 | 28.350 | 28.600 | 112.700 |
| 5    | Silviya Miteva         | 27.350 | 28.550 | 27.950 | 28.400 | 112.250 |
| 6    | Melitina Staniouta     | 27.950 | 28.250 | 28.050 | 27.650 | 111.900 |
| 7    | Joanna Mitrosz         | 27.800 | 27.700 | 27.750 | 27.750 | 111.000 |
| 8    | Ganna Rizatdinova      | 27.850 | 27.725 | 27.725 | 27.625 | 110.925 |
| 9    | Neta Rivkin            | 28.525 | 28.275 | 27.050 | 26.525 | 110.375 |
| 10   | Delphine Ledoux        | 27.450 | 27.250 | 27.150 | 27.700 | 109.550 |
| 11   | Caroline Weber         | 27.200 | 27.300 | 27.350 | 27.450 | 109.300 |
| 12   | Chrystalleni Trikomiti | 26.450 | 26.950 | 26.900 | 27.150 | 107.450 |
| 13   | Varvara Filiou         | 26.600 | 26.850 | 26.500 | 26.650 | 106.600 |
| 14   | Julieta Cantaluppi     | 26.450 | 25.950 | 26.500 | 26.650 | 105.550 |
| 15   | Laura Jung             | 26.375 | 26.575 | 26.550 | 26.000 | 105.500 |
| 16   | Carolina Rodríguez     | 26.350 | 26.400 | 26.150 | 26.550 | 105.450 |
| 17   | Dora Vass              | 26.200 | 26.300 | 26.050 | 26.450 | 105.000 |
| 17   | Alexandra Piscupescu   | 25.950 | 26.650 | 26.450 | 25.950 | 105.000 |
| 19   | Viktoria Shynkarenko   | 24.300 | 26.325 | 26.650 | 26.000 | 103.275 |

### Gruppenmehrkampf
| Rang | Gruppen                | 5      | 3 2    | Gesamt |
| ---- | ---------------------- | ------ | ------ | ------ |
| 1    | Russland               | 28.450 | 28.450 | 56.900 |
| 2    | Belarus                | 28.300 | 28.025 | 56.325 |
| 3    | Italien                | 27.550 | 27.325 | 54.875 |
| 4    | Bulgarien              | 27.800 | 26.875 | 54.675 |
| 5    | Spanien                | 27.325 | 27.150 | 54.475 |
| 6    | Israel                 | 27.275 | 27.000 | 54.275 |
| 7    | Frankreich             | 26.150 | 26.075 | 52.225 |
| 8    | Griechenland           | 26.750 | 25.425 | 52.175 |
| 9    | Deutschland            | 26.400 | 25.350 | 51.750 |
| 9    | Ukraine                | 27.100 | 24.650 | 51.750 |
| 11   | Polen                  | 24.625 | 24.900 | 49.525 |
| 12   | Aserbaidschan          | 24.075 | 24.200 | 48.275 |
| 13   | Slowakei               | 24.150 | 23.000 | 47.150 |
| 14   | Tschechien             | 23.125 | 23.150 | 46.275 |
| 15   | Österreich             | 23.500 | 22.750 | 46.250 |
| 16   | Vereinigtes Königreich | 22.325 | 42.250 | 44.150 |
| 17   | Litauen                | 20.600 | 21.650 | 42.250 |

### Gerätefinals
| Rang | Gruppen      | 5 Punkte |
| ---- | ------------ | -------- |
| 1    | Russland     | 28.800   |
| 2    | Belarus      | 28.050   |
| 3    | Bulgarien    | 28.000   |
| 4    | Italien      | 27.500   |
| 5    | Spanien      | 27.400   |
| 6    | Israel       | 27.050   |
| 7    | Ukraine      | 26.700   |
| 8    | Griechenland | 26.200   |

| Rang | Gruppen      | 3 2 Punkte |
| ---- | ------------ | ---------- |
| 1    | Belarus      | 28.000     |
| 2    | Bulgarien    | 27.500     |
| 3    | Italien      | 27.200     |
| 4    | Russland     | 27.175     |
| 5    | Israel       | 26.725     |
| 6    | Griechenland | 26.300     |
| 7    | Spanien      | 25.850     |
| 8    | Frankreich   | 25.800     |

## Ergebnisse Juniorinnen

### Mannschaftsmehrkampf
| Rang | Land                   | Athletin                        | Reifen | Ball   | Keulen | Band   | Punkte | Gesamt  |
| ---- | ---------------------- | ------------------------------- | ------ | ------ | ------ | ------ | ------ | ------- |
| 1    | Russland               | Diana Borisova                  | 27.400 |        |        |        | 27.400 | 109.850 |
| 1    | Russland               | Jana Kudrjawzewa                |        | 27.450 |        |        | 27.450 | 109.850 |
| 1    | Russland               | Yulia Sinitsyna                 |        |        | 27.450 |        | 27.450 | 109.850 |
| 1    | Russland               | Alexandra Soldatova             |        |        |        | 27.550 | 27.550 | 109.850 |
| 2    | Belarus                | Kazjaryna Halkina               |        | 26.750 |        | 26.650 | 53.400 | 106.550 |
| 2    | Belarus                | Alena Bolotina                  | 26.700 |        |        |        | 26.700 | 106.550 |
| 2    | Belarus                | Maryja Kadobina                 |        |        | 26.450 |        | 26.450 | 106.550 |
| 3    | Georgien               | Gabriela Khvedelidze            | 26.225 |        | 26.000 |        | 52.225 | 104.325 |
| 3    | Georgien               | Sophio Pharulava                |        | 26.000 |        |        | 26.000 | 104.325 |
| 3    | Georgien               | Salome Phajava                  |        |        |        | 26.100 | 26.100 | 104.325 |
| 4    | Ukraine                | Eleonora Romanova               | 25.125 |        |        | 25.825 | 50.950 | 103.325 |
| 4    | Ukraine                | Anastasiia Mulmina              |        | 26.200 | 26.175 |        | 52.375 | 103.325 |
| 5    | Aserbaidschan          | Nilufar Niftaliyeva             | 25.850 |        | 24.750 |        | 50.600 | 103.325 |
| 5    | Aserbaidschan          | Marina Durunda                  |        | 26.300 |        |        | 26.300 | 103.325 |
| 5    | Aserbaidschan          | Gulsum Shafizada                |        |        |        | 26.025 | 26.025 | 103.325 |
| 6    | Bulgarien              | Zhenina Trashlieva              | 25.275 | 25.550 |        |        | 50.825 | 101.675 |
| 6    | Bulgarien              | Radina Filipova                 |        | 26.300 | 25.175 |        | 25.175 | 101.675 |
| 6    | Bulgarien              | Simona Ivanova                  |        |        |        | 25.675 | 25.675 | 101.675 |
| 7    | Israel                 | Alona Koshevatskiy              |        |        | 25.375 | 25.650 | 51.250 | 101.000 |
| 7    | Israel                 | Ekaterina Levina                | 25.100 | 24.875 |        |        | 49.975 | 101.000 |
| 8    | Italien                | Maria Carmen Crescenzi          | 25.800 |        | 25.450 |        | 51.025 | 100.200 |
| 8    | Italien                | Sofia Lodi                      |        | 24.400 |        |        | 24.400 | 100.200 |
| 8    | Italien                | Greta Merlo                     |        |        |        | 24.550 | 51.025 | 100.200 |
| 9    | Estland                | Carmel Kallemaa                 | 23.700 |        | 23.650 |        | 47.350 | 100.200 |
| 9    | Estland                | Karina Jerogina                 |        | 25.425 |        | 25.750 | 51.175 | 100.200 |
| 10   | Moldau                 | Alexandrina Ghetoi              | 23.750 |        |        |        | 23.750 | 97.925  |
| 10   | Moldau                 | Nicoleta Dulgheru               |        | 25.000 | 24.400 |        | 49.400 | 97.925  |
| 10   | Moldau                 | Alisa Ratundalova               |        |        |        | 24.775 | 24.775 | 97.925  |
| 11   | Deutschland            | Kristina Durbanova              | 24.900 |        | 24.250 |        | 49.150 | 97.725  |
| 11   | Deutschland            | Anastasia Kempf                 |        | 24.175 |        | 24.400 | 48.575 | 97.725  |
| 12   | Zypern                 | Themida Christodulidou          |        |        | 24.700 |        | 24.700 | 97.725  |
| 12   | Zypern                 | Pantelitsa Theodoulou           |        | 24.500 |        |        | 24.500 | 97.725  |
| 12   | Zypern                 | Kristina Konstantinou           |        |        |        | 23.650 | 23.650 | 97.725  |
| 12   | Zypern                 | Irena Omirou                    | 23.250 |        |        |        | 23.250 | 97.725  |
| 13   | Ungarn                 | Dorina Koska                    |        | 23.850 |        |        | 23.850 | 96.050  |
| 13   | Ungarn                 | Sarolta Toth                    | 23.800 |        |        |        | 23.800 | 96.050  |
| 13   | Ungarn                 | Laura Ludanyi                   |        |        |        | 24.150 | 24.150 | 96.050  |
| 13   | Ungarn                 | Bianka Borocz                   |        |        | 24.250 |        | 24.250 | 96.050  |
| 14   | Slowenien              | Spela Kratochwill               | 24.150 |        |        | 23.725 | 47.875 | 95.850  |
| 14   | Slowenien              | Karmen Petan                    |        | 23.700 | 24.275 |        | 47.975 | 95.850  |
| 15   | Spanien                | Sara Llana Garcia               |        |        | 24.450 |        | 24.450 | 95.825  |
| 15   | Spanien                | Triana Sanguino Ponsati         | 23.100 |        |        | 23.800 | 46.900 | 95.825  |
| 15   | Spanien                | Maria Victoria Plaza Montesinos |        | 24.475 |        |        | 24.475 | 95.825  |
| 16   | Frankreich             | Ambre Chaboud                   |        | 23.600 | 24.125 |        | 47.725 | 95.725  |
| 16   | Frankreich             | Nada Jennane                    | 23.950 |        |        | 24.050 | 48.000 | 95.725  |
| 17   | Griechenland           | Vasiliki Gaspari                |        |        | 23.575 | 24.000 | 47.575 | 95.675  |
| 17   | Griechenland           | Kyriaki Alevrogianni            | 24.050 | 24.050 |        |        | 48.100 | 95.675  |
| 18   | Tschechien             | Lenka Machackova                | 23.60  |        |        | 22.750 | 46.350 | 94.975  |
| 18   | Tschechien             | Erika Kupyrova                  |        | 24.950 |        |        | 24.950 | 94.975  |
| 18   | Tschechien             | Lenka Siroka                    |        |        | 23.675 |        | 23.675 | 94.975  |
| 19   | Belgien                | Paulien Boone                   |        |        | 23.800 |        | 23.800 | 94.700  |
| 19   | Belgien                | Tess Mogensen                   | 23.000 |        |        | 23.750 | 46.750 | 94.700  |
| 19   | Belgien                | Nella Peeters                   |        | 24.150 |        |        | 24.150 | 94.700  |
| 20   | Finnland               | Ekaterina Volkova               | 24.650 |        | 24.550 |        | 49.200 | 94.450  |
| 20   | Finnland               | Jenni Kaita                     |        | 22.650 |        |        | 22.650 | 94.450  |
| 20   | Finnland               | Sanna Liisa Jaervelae           |        |        |        | 22.600 | 22.600 | 94.450  |
| 21   | Lettland               | Marika Zavadska                 | 23.300 |        | 24.275 |        | 47.575 | 94.275  |
| 21   | Lettland               | Karolina Mizune                 |        | 23.050 |        |        | 23.050 | 94.275  |
| 21   | Lettland               | Arina Leina                     |        |        | 23.650 |        | 23.650 | 94.275  |
| 22   | Polen                  | Malwina Kozlowska               |        |        | 23.900 | 23.925 | 47.825 | 93.875  |
| 22   | Polen                  | Marta Kulesza                   | 22.400 | 23.650 |        |        | 46.050 | 93.875  |
| 23   | Türkei                 | Fatma Buber                     | 23.300 |        |        |        | 23.300 | 93.825  |
| 23   | Türkei                 | Derinsu Poyraz                  |        | 23.850 |        |        | 23.850 | 93.825  |
| 23   | Türkei                 | Guler Kir                       |        |        | 23.525 |        | 23.525 | 93.825  |
| 23   | Türkei                 | Gulce Cagdas                    |        |        |        | 23.150 | 23.150 | 93.825  |
| 24   | Rumänien               | Ana Luiza Filiorianu            | 23.150 | 24.450 |        |        | 47.600 | 93.050  |
| 24   | Rumänien               | Diana Pavel                     |        |        | 22.600 | 22.850 | 45.450 | 93.050  |
| 25   | Portugal               | Maria Canilhas                  | 23.550 |        | 23.500 |        | 47.050 | 92.975  |
| 25   | Portugal               | Rafaela Coimbra Valente         |        | 22.225 |        |        | 22.225 | 92.975  |
| 25   | Portugal               | Tania Lapas Domingues           |        |        |        | 23.700 | 23.700 | 92.975  |
| 26   | Österreich             | Vanessa Nachbauer               |        |        | 21.600 |        | 21.600 | 92.500  |
| 26   | Österreich             | Nicole Weinl                    | 23.550 | 22.225 |        | 24.050 | 47.600 | 92.500  |
| 26   | Österreich             | Daniela Hohl                    |        | 23.300 |        |        | 23.300 | 92.500  |
| 27   | Litauen                | Ieva Nickute                    | 22.800 |        |        |        | 22.800 | 92.475  |
| 27   | Litauen                | Gintare Grigonyte               |        | 23.350 | 22.950 |        | 46.300 | 92.475  |
| 27   | Litauen                | Olga Stork                      |        |        |        | 23.375 | 23.375 | 92.475  |
| 28   | Schweiz                | Nicole Turuani                  |        |        | 23.375 | 23.400 | 46.775 | 90.800  |
| 28   | Schweiz                | Lisa Rusconi                    | 22.450 | 21.575 |        |        | 44.025 | 90.800  |
| 29   | Norwegen               | Maiken Wang Ellingsen           |        |        | 22.550 | 23.150 | 45.700 | 90.525  |
| 29   | Norwegen               | Marie Therese Ruud              |        | 22.125 |        |        | 22.125 | 90.525  |
| 29   | Norwegen               | Martine Ege Vangsal             | 22.700 |        |        |        | 22.700 | 90.525  |
| 30   | Kroatien               | Petra Zavrski                   | 22.750 |        |        | 22.600 | 45.350 | 89.425  |
| 30   | Kroatien               | Lucija Juravic                  |        | 21.350 |        |        | 21.350 | 89.425  |
| 30   | Kroatien               | Petra Ribaric                   |        |        | 22.725 |        | 22.725 | 89.425  |
| 31   | Vereinigtes Königreich | Megan Balabey                   | 22.550 | 23.625 |        |        | 46.175 | 89.075  |
| 31   | Vereinigtes Königreich | Lauren Brash                    |        |        | 22.400 |        | 22.400 | 89.075  |
| 31   | Vereinigtes Königreich | Helena Bailey                   |        |        |        | 20.500 | 20.500 | 89.075  |
| 32   | Slowakei               | Xenia Kilianova                 |        |        | 23.000 | 22.250 | 45.250 | 88.725  |
| 32   | Slowakei               | Kristina Pritzova               |        | 22.375 |        |        | 22.375 | 88.725  |
| 32   | Slowakei               | Karolina Turciakova             | 21.100 |        |        |        | 21.100 | 88.725  |
| 33   | Armenien               | Klara Simonyan                  |        | 19.300 | 21.150 |        | 40.450 | 85.950  |
| 33   | Armenien               | Elizabeth Petrosyan             | 22.900 |        |        | 22.600 | 45.500 | 85.950  |
| 34   | Schweden               | Hannah Carlsson                 | 19.125 |        | 21.650 |        | 40.775 | 83.525  |
| 34   | Schweden               | Elsie Josefine Olsson           |        | 21.650 |        | 21.100 | 42.750 | 83.525  |

### Gerätefinals
| Rang | Athletin               | Punkte |
| ---- | ---------------------- | ------ |
| 1    | Diana Borisova         | 27.450 |
| 2    | Alena Bolotina         | 26.825 |
| 3    | Nilufar Niftaliyeva    | 26.600 |
| 4    | Gabriela Khvedelidze   | 26.300 |
| 5    | Zhenina Trashlieva     | 25.950 |
| 6    | Eleonora Romanova      | 25.950 |
| 7    | Maria Carmen Crescenzi | 25.750 |
| 8    | Ekaterina Levina       | 22.500 |

| Rang | Athletin           | Punkte |
| ---- | ------------------ | ------ |
| 1    | Jana Kudrjawzewa   | 27.800 |
| 2    | Kazjaryna Halkina  | 26.600 |
| 3    | Anastasiia Mulmina | 26.400 |
| 4    | Karina Jerogina    | 26.225 |
| 5    | Sophio Pharulava   | 26.200 |
| 6    | Zhenina Trashlieva | 26.100 |
| 7    | Marina Durunda     | 26.000 |
| 8    | Nicoleta Dulgheru  | 25.650 |

| Rang | Athletin               | Punkte |
| ---- | ---------------------- | ------ |
| 1    | Jana Kudrjawzewa       | 27.450 |
| 2    | Maryja Kadobina        | 26.475 |
| 3    | Gabriela Khvedelidze   | 26.075 |
| 4    | Radina Filipova        | 18.016 |
| 5    | Maria Carmen Crescenzi | 25.850 |
| 6    | Anastasiia Mulmina     | 25.300 |
| 7    | Nilufar Niftaliyeva    | 25.200 |
| 8    | Alona Koshevatskiy     | 24.550 |

| Rang | Athletin            | Punkte |
| ---- | ------------------- | ------ |
| 1    | Alexandra Soldatova | 27.500 |
| 2    | Kazjaryna Halkina   | 26.775 |
| 3    | Gulsum Shafizada    | 26.325 |
| 4    | Karina Jerogina     | 25.950 |
| 5    | Simona Ivanova      | 25.900 |
| 6    | Salome Phajava      | 25.850 |
| 7    | Alona Koshevatskiy  | 25.675 |
| 8    | Eleonora Romanova   | 24.725 |